# لا لیگا ۱۲–۲۰۱۱

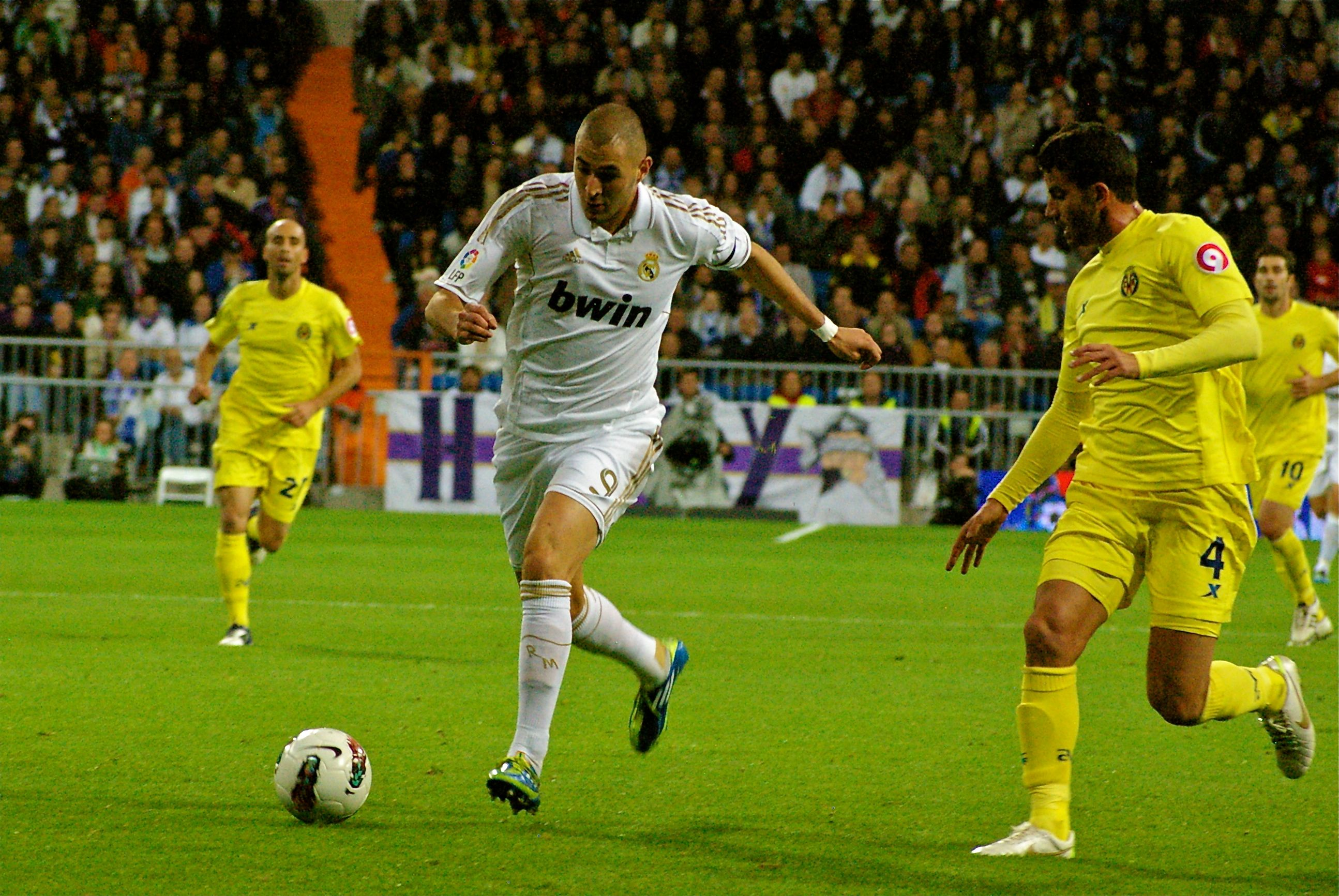
مصاف رئال مادرید - ویارئال در فصل ۱۲–۲۰۱۱

فصل ۲۰۱۱–۲۰۱۲ لالیگا (به دلایل حمایت مالی به عنوان لیگ BBVA شناخته می‌شود) هشتاد و یکمین فصل مسابقات بالاترین سطح فوتبال در اسپانیا بود. این مسابقات در ۲۷ اوت ۲۰۱۱ آغاز شد و در ۱۳ می ۲۰۱۲ به پایان رسید.
رئال مادرید تعدادی از رکوردهای لیگ را شکست، از جمله بیشترین امتیاز در یک فصل (۱۰۰)، بیشترین گل زده (۱۲۱)، بهترین تفاضل گل (۸۹+)، بیشترین برد خارج از خانه (۱۶) و بیشترین برد در کل (۳۲). در این فصل همچنین لیونل مسی رکورد ۵۰ گل در لیگ را در ۳۷ بازی به ثمر رساند. پشت سر مسی کریستیانو رونالدو از رئال مادرید بود که ۴۶ گل به ثمر رساند. مجموع ۹۶ گل این دو بازیکن، بیشترین تعداد گل‌های دو بازیکنی بود که در یک فصل در یکی از لیگ‌های اصلی اروپا به ثمر رسید.
این فصل قرار بود در ۲۰ اوت ۲۰۱۱ شروع شود، اما به دلیل اعتصابی که توسط اتحادیه فوتبالیست‌های اسپانیا (AFE) به راه افتاد، به تعویق افتاد.